# Christine Luce
Pour les articles homonymes, voir Luce.
Christine Luce est une femme de lettres français, auteure de fantastique et de science-fiction.

## Biographie
Après un roman pour la jeunesse, Charlotte Caillou contre les Zénaïdes (2014), Christine Luce dirige une anthologie intitulée Bestiaire humain, « une utopie littéraire » qui paraît en 2015.
Elle publie un premier roman fantastique, Les Papillons géomètres, en 2017. Pour François Angelier dans Le Monde : « Cette sarabande, sur la ligne de crête séparant le visible et l’invisible, fait tout le soufre de ces Papillons géomètres libérés par la romancière Christine Luce. Auteure, jusqu’ici, d’un roman jeunesse, elle effectue là une incursion notable dans les horreurs sélectes du fantastique victorien, dont elle actionne les sortilèges et manipule les décors avec brio et efficacité ». Pour Maëlle Alan dans Bifrost, « Les personnages sont peints avec une précision aussi lumineuse que floue, faisant écho aux coups de pinceaux de John William Waterhouse ou de Dante Gabriel Rossetti ».
Toujours en 2017, elle dirige l'ouvrage Grands peintres féeriques, premier d'une collection consacrée à l'illustration du merveilleux.
En 2019, les bénéfices de l'anthologie SOS Terre & Mer, imprimée à l'aide d'un financement participatif,  sont reversés à l'ONG SOS Méditerranée.
Elle lance une collection de romans pulp intitulée La Ligue des écrivaines extraordinaires, mettant en scène « des écrivaines historiques » et écrits par de jeunes « autrices contemporaines ». Trois autres romans inédits paraissent dans la collection en 2020. Parmi ces romans paraît Renée Dunan contre les mutants, mettant en scène les écrivains Renée Dunan et Théo Varlet et signé George Spad. Ce roman a pour origine un canular littéraire concocté avec Joseph Altairac, Guy Costes et Philippe Ethuin d'après un personnage inventé par Serge Lehman pour La Brigade chimérique, la femme de lettres des années 1930 George Spad, censée avoir publié un roman fictif, L'Homme chimérique. « Qui peut résister à une mise en abyme littéraire ? ». Renée Dunan contre les mutants reparaît en 2024 sous son premier titre supposé, L'Homme chimérique.
En 2021, une nouvelle anthologie de professionnels bénévoles, Prépare la paix, est proposée en financement participatif pour reverser les bénéfices à SOS Méditerranée.
En mars 2021, avec l'accord et l'assistance des maisons d'éditions Les Moutons électriques et Moltinus, une troisième série de la revue Fiction, sous-titrée « l'imaginaire radical », est relancée sous la forme d'un « prozine » trisannuel. Héritier des magazines précédents, cette troisième mouture se consacre à la nouvelle, essentiellement francophone et inédite, et aux articles littéraires, sous la direction de Christine Luce et le design de Jef Benech.
Christine Luce participe au recueil d'articles et de fictions Hypermondes publié à l'occasion du Festival Hypermondes. Elle participe également à l'ouvrage collectif Science-Fiction ! Voyage dans la modernité.
En 2023 paraît l'intégrale du cycle Imago, d'abord publié sous le pseudonyme de Cat Merry Lishi.

## Œuvres

### Romans
- Christine Luce, Charlotte Caillou contre les Zénaïdes, Le Carnoplaste, 2016, 44 p. (ISBN 978-2-35790-047-9).
- Christine Luce, Les Papillons géomètres, Les Moutons électriques, 240 p. (ISBN 978-2-36183-311-4).
- Christine Luce, Imago, Les Moutons électriques, 368 p. (ISBN 978-2-36183-837-9).

#### Sous le nom de Cat Merry Lishi
- Cat Merry Lishi, Mary Shelley contre Frankenstein : La Ligue des Écrivaines Extraordinaires, t. 3, Moltinus, coll. « Les Saisons de l'étrange », 2020, 98 p. (ISBN 978-2-490972-34-0).
- Cat Merry Lishi, La Conjuration des fous, Moltinus, coll. « Les Saisons de l'étrange », 2019, 176 p. (ISBN 978-2-490972-00-5).
- Cat Merry Lishi, La Cabale des miroirs, Moltinus, coll. « Les Saisons de l'étrange », 2021, 176 p. (ISBN 978-2-490972-57-9).

#### Sous le nom de George Spad
- George Spad, Renée Dunan contre les mutants : La Ligue des Écrivaines Extraordinaires, t. 6, Moltinus, coll. « Les Saisons de l'étrange », 2021, 128 p. (ISBN 978-2-490972-65-4).

### Essais
- Christine Luce, Le Territoire des monstres, Les Moutons électriques, coll. « Artbooks féeriques », 2020, 96 p. (ISBN 978-2-36183-645-0).
- Christine Luce, Les Chats enchantés, Les Moutons électriques, coll. « Artbooks féeriques », 96 p. (ISBN 978-2-36183-644-3).

### Direction d'ouvrages
- Christine Luce (dir.) et André-François Ruaud (dir.), Détectives rétro, Les Moutons élexctriques, 2014, 384 p. (ISBN 978-2-36183-079-3).
- Christine Luce (dir.), Bestiaire humain, Bibliogs, 2015, 250 p. (ISBN 979-10-94282-01-4).
- Christine Luce (dir.), Grands peintres féeriques, Les Moutons électriques, coll. « Artbooks féeriques », 2017, 96 p. (ISBN 978-2-36183-412-8).
- Christine Luce (dir.) et Mérédith Debaque (dir.), SOS Terre & Mer, Flatland (ISBN 978-2-490426-18-8).
- Christine Luce (dir.) et Mérédith Debaque (dir.), Prépare la paix, LeS Moutons électriques, 2022 (ISBN 978-2-490972-91-3).

### Préfaces et chapitres d'ouvrages (sélection)
- Christine Luce, « 1856 - Le Musée d'Anatomie du docteur Pierre Spitzner », dans Alexandre Mare, Paris, une physionomie, Les Moutons électriques, 2013.
- Christine Luce, « Ballade des conteuses du temps jadis », dans André-François Ruaud, Panorama illustré de la fantasy & du merveilleux, Les Moutons électriques, 2015 (ISBN 978-2-36183-229-2), p. 86 à 95.
- Christine Luce et Fabrice Debaque, « Préface double-face », dans Fabrice Mundzik, En quête… d'enquêtes ! (Arsène Lupin, Sherlock Holmes, Maigret et Cie), Bibliogs, 2016 (ISBN 979-10-94282-18-2).
- Christine Luce, « Lumières sur l’art pictural celte », dans Sara Doke, Celtes ! Panorama de l'imaginaire celtique, Les Moutons électriques, 2020.
- Christine Luce, « Ursula, le cas Le Guin », dans Serge Lehman, André-François Ruaud et Natacha Vas-Deyres, Science-fiction ! Voyage dans la modernité, Les Moutons électriques, 2022.